# Naked (Talking Heads)
Naked è l'ottavo ed ultimo album in studio dei Talking Heads, pubblicato nel 1988. Fra gli ospiti sono inclusi il chitarrista degli Smiths Johnny Marr, Mory Kanté e Robin Eubanks.

## Tracce
Tutte le tracce sono state composte dai Talking Heads. I testi sono stati tutti scritti da David Byrne.
1. Blind – 4:58
2. Mr. Jones – 4:18
3. Totally Nude – 4:10
4. Ruby Dear – 3:48
5. (Nothing But) Flowers – 5:31
6. The Democratic Circus – 5:01
7. The Facts of Life – 6:25
8. Mommy Daddy You and I – 3:58
9. Big Daddy – 5:07
10. Bill – 3:21
11. Cool Water – 5:10

## Formazione
Talking Heads
- David Byrne – voce, chitarra, tastiera, sintetizzatore, pianoforte giocattolo
- Chris Frantz – batteria, xilofono
- Jerry Harrison – pianoforte francese, tastiere, tamburino, chitarra, voce
- Tina Weymouth – basso, tastiera, organo elettrico, voce

Ospiti
- Johnny Marr – chitarra in Ruby Dear, (Nothing But) Flowers, Mommy Daddy You and I, e Cool Water
- Brice Wassy – percussioni in Ruby Dear, (Nothing But) Flowers, The Facts of Life, e Big Daddy
- Abdou M'Boup – percussioni, tamburo parlante, conga, campanaccio su Blind, Mr. Jones, Totally Nude, e (Nothing But) Flowers
- Yves N'Djock – guitar in Blind, Totally Nude, e (Nothing But) Flowers
- Eric Weissberg – pedal steel guitar in Totally Nude e Bill, chitarra resofonica in The Democratic Circus
- Mory Kanté – kora in Mr. Jones e The Facts of Life
- Wally Badarou – tastiera in Blind e The Facts of Life
- Manolo Badrena – percussioni, conga in Mr. Jones e Mommy Daddy You and I
- Sydney Thiam – conga in The Democratic Circus, percussioni in Bill
- Lenny Pickett– sassofoni in Blind e Big Daddy
- Steve Elson – sassofoni in Blind e Big Daddy
- Robin Eubanks – trombone in Blind e Big Daddy, Mr. Jones
- Laurie Frink e Earl Gardner – trombe in Blind e Big Daddy
- Stan Harrison – sassofono alto in Blind e Big Daddy
- Al Acosta – sassofono tenore in Mr. Jones
- Steve Gluzband – tromba in Mr. Jones
- Jose Jerez – tromba in Mr. Jones
- Bobby Porcelli – sassofono alto in Mr. Jones
- Steve Sachs – sassofono baritono in Mr. Jones
- Charlie Sepulveda – tromba in Mr. Jones
- Dale Turk – trombone basso in Mr. Jones
- Moussa Cissokao – percussioni in Ruby Dear
- Nino Gioia – percussioni in The Facts of Life
- Philippe Servain – fisarmonica in Totally Nude
- James Fearnley – fisarmonica in Mommy Daddy You and I
- Phil Bodner – corno inglese in Cool Water
- Don Brooks – armonica in Big Daddy
- Kirsty MacColl – voce in (Nothing But) Flowers e Bill
- Alex Haas – voce in Bill

## Classifiche

### Classifiche settimanali
| Classifica (1988) | Posizione massima |
| ----------------- | ----------------- |
| Australia         | 8                 |
| Austria           | 8                 |
| Canada            | 13                |
| Germania          | 12                |
| Italia            | 4                 |
| Norvegia          | 7                 |
| Nuova Zelanda     | 7                 |
| Paesi Bassi       | 13                |
| Regno Unito       | 3                 |
| Stati Uniti       | 19                |
| Svezia            | 9                 |
| Svizzera          | 6                 |

### Classifiche di fine anno
| Classifica (1988) | Posizione |
| ----------------- | --------- |
| Australia         | 58        |
| Italia            | 32        |
| Stati Uniti       | 94        |